# Sogn

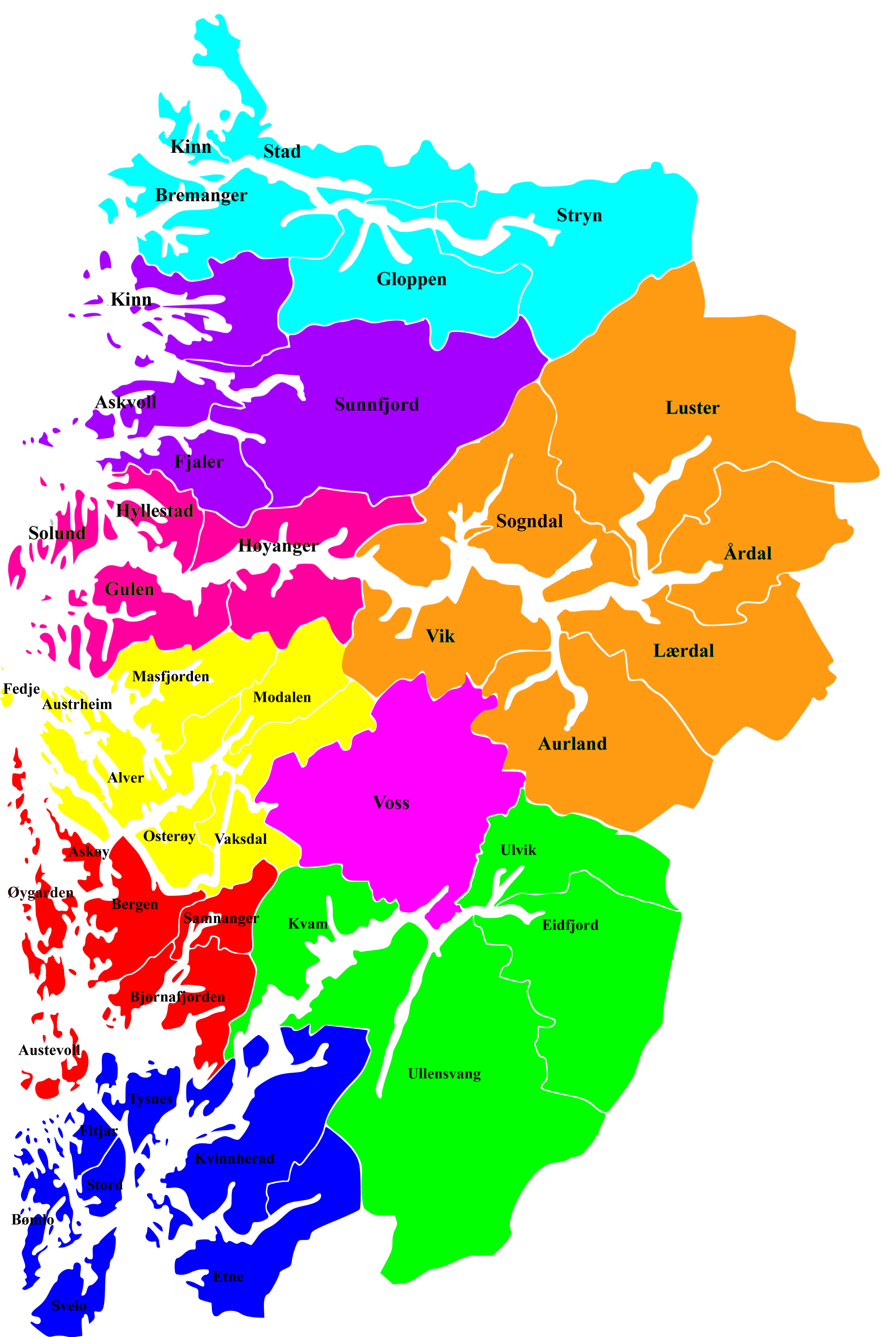
Landskap i Vestland fylke. Indre Sogn är markerat med orange färg medan Ytre Sogn är markerat med cerise färg.

Sogn är ett landskap i Vestland fylke i västra Norge som omfattar kommunerna runt Sognefjorden, inklusive öarna utanför. Administrativt används namnet idag på ett prosteri inom den norska kyrkan.
Landskapet Sogn kan delas in i Indre Sogn respektive Ytre Sogn, där Indre Sogn omfattar de fem kommunerna Aurland, Luster, Lærdal, Sogndal och Årdal medan Ytre Sogn omfattar de fem kommunerna Gulen, Hyllestad, Høyanger, Solund och Vik.

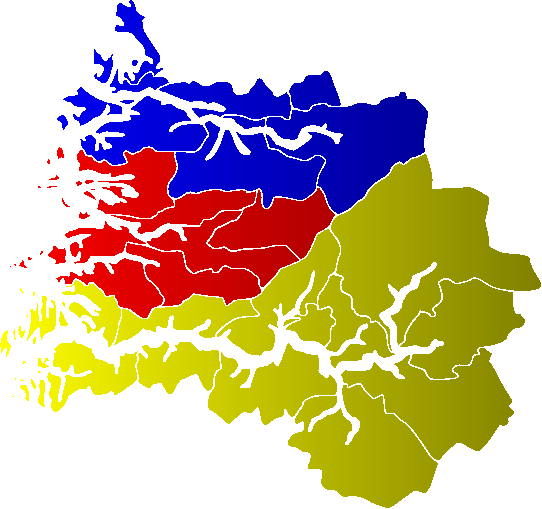
Landskapen i dåvarande Sogn og Fjordane fylke: Sogn gult, Sunnfjord rött och Nordfjord blått.

Tidigare bildade Sogn, tillsammans med landskapen Sunnfjord och Nordfjord, det dåvarande fylket Sogn og Fjordane. Historiskt utgjorde de tre landskapen Nordre Bergenhus amt.